# Список керівників держав 134 року
В даній статті представлені керівники державних утворень. Також фрагментарно зазначені керівники нижчих рівнів. З огляду на неможливість точнішого датування певні роки владарювання наведені приблизно.
Список керівників держав 134 року — це перелік правителів країн світу 134 року.
Список керівників держав 133 року — 134 рік — Список керівників держав 135 року — Список керівників держав за роками

## Європа
- Боспорська держава — цар Реметалк I (132-154)
- Ірландія — верховний король Конн Сто Битв (123-157)
- Римська імперія
  - імператор Адріан (117-138)
    - консул Луцій Юлій Урс Сервіан (133)
    - консул Тит Вібій Вар (133)
      - Британія — Публій Муммій Сізенна (134-135)
      - Дакія — Гней Папірій Еліан (131-134)
      - Нижня Мезія — Секст Юлій Майор (131-135)
      - Верхня Паннонія — Луцій Аттій Макрон (130/131-133/134)

## Азія
- Близький Схід
  - Бану Джурам (Мекка) — шейх Мухад I аль-Акбар (106-136)
  - Велика Вірменія — цар Вагарш I (116/117-140/144)
- Іберійське царство — цар Гадам (132-135)
- Індія
  - Кушанська імперія — великий імператор Канішка I (127-147)
  - Царство Сатаваханів — магараджа Гаутаміпутра Сатакарні (112-136)
- Китай
  - Династія Хань — імператор Лю Бао (125-144)
    - вождь племінного союзу південних сяньбі Цічжіцзянь (120—133)
    - шаньюй південних хунну Цюйтежоші Чжуцзю (128—140)
- Корея
  - Когурьо — тхеван (король) Тхеджохо (53-146)
  - Пекче — король Керу (128-166)
  - Сілла — ісагим (король) Чима (112-134); Ільсон (134-154)
- Персія
  - Парфія — шах Вологез II (105-147)
- Сипау (Онг Паун) — Сау Кам К'яу 127-207?)
- плем'я Хунну — шаньюй (вождь) Сюлі (128-140)
- Японія — тенно (імператор) Сейму (131-191)
  - Азія — Марк Пакцій Сільван Квінт Коредій Галл Гаргілій Антикв (134-135)
  - Віфінія і Понт — Гай Юлій Север (134)
  - Сирія — Гай Квінкцій Церт Публіцій Марцелл (129-136)

## Африка
- Царство Куш — цар Акракамані (132-137)
  - Африка — Гай Бруттій Презент Луцій Фульвій Рустік (134-135)